# Josef Moeller

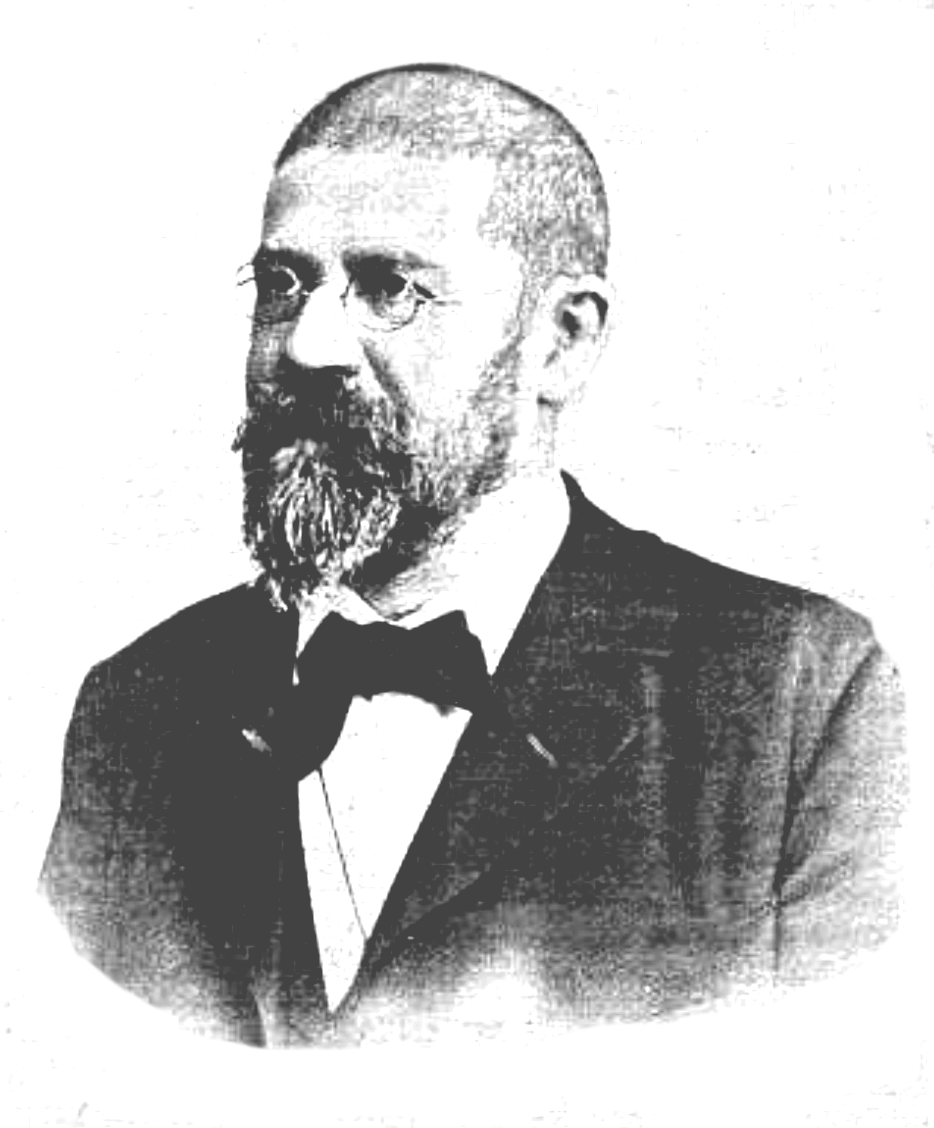
Josef Moeller, 1916

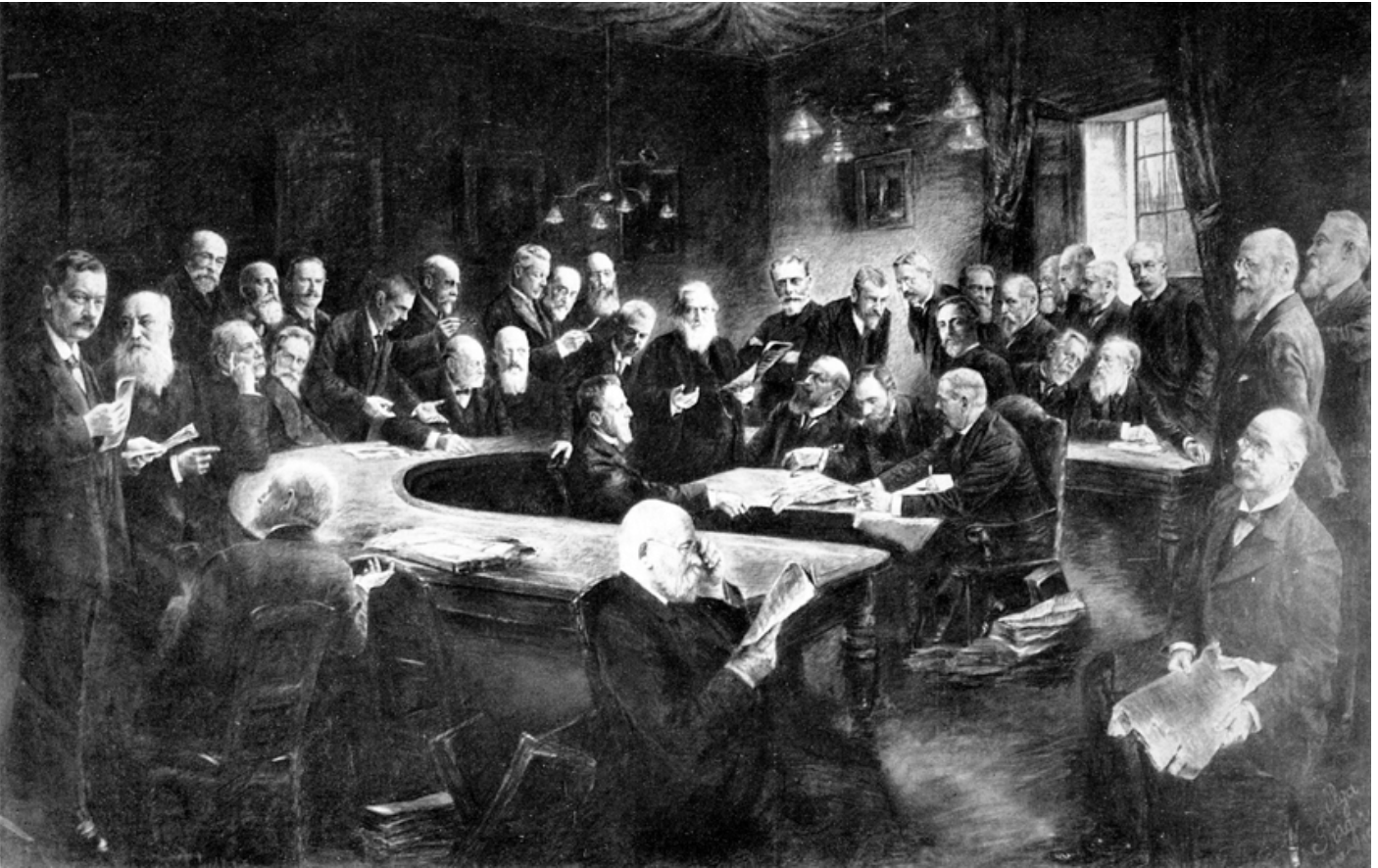
Das Professorenkollegium der medizinischen Universität Wien, Kreidezeichnung von Olga Prager, Wien 1908–1910. Im Dekanatszimmer der medizinischen Fakultät der Universität Wien. Edmund von Neusser, Siegmund Exner-Ewarten, Isidor Schnabel, Ferdinand Hochstetter, Alfons Edler von Rosthorn, Anton Weichselbaum, Leopold Schrötter von Kristelli, Heinrich Obersteiner, Julius Wagner-Jauregg, Viktor von Ebner-Rofenstein, Carl Toldt, Gustav Riehl, Ottokar von Chiari, Anton von Frisch, Ernst Fuchs, Anton Freiherr von Eiselberg, Hans Horst Meyer, Ernst Ludwig, Rudolf Chrobak, Theodor Escherich, Alexander Kolisko, Julius von Hochenegg, Arthur Schattenfroh, Carl von Noorden, Emil Zuckerkandl, Richard Paltauf, Gustav Gaertner, Leopold Oser, Josef Moeller, Alois Monti, Julius Mauthner, Viktor Urbantschitsch, August Leopold von Reuss, Adolf von Strümpell, Ernest Finger, Adolf Lorenz, Friedrich Schauta

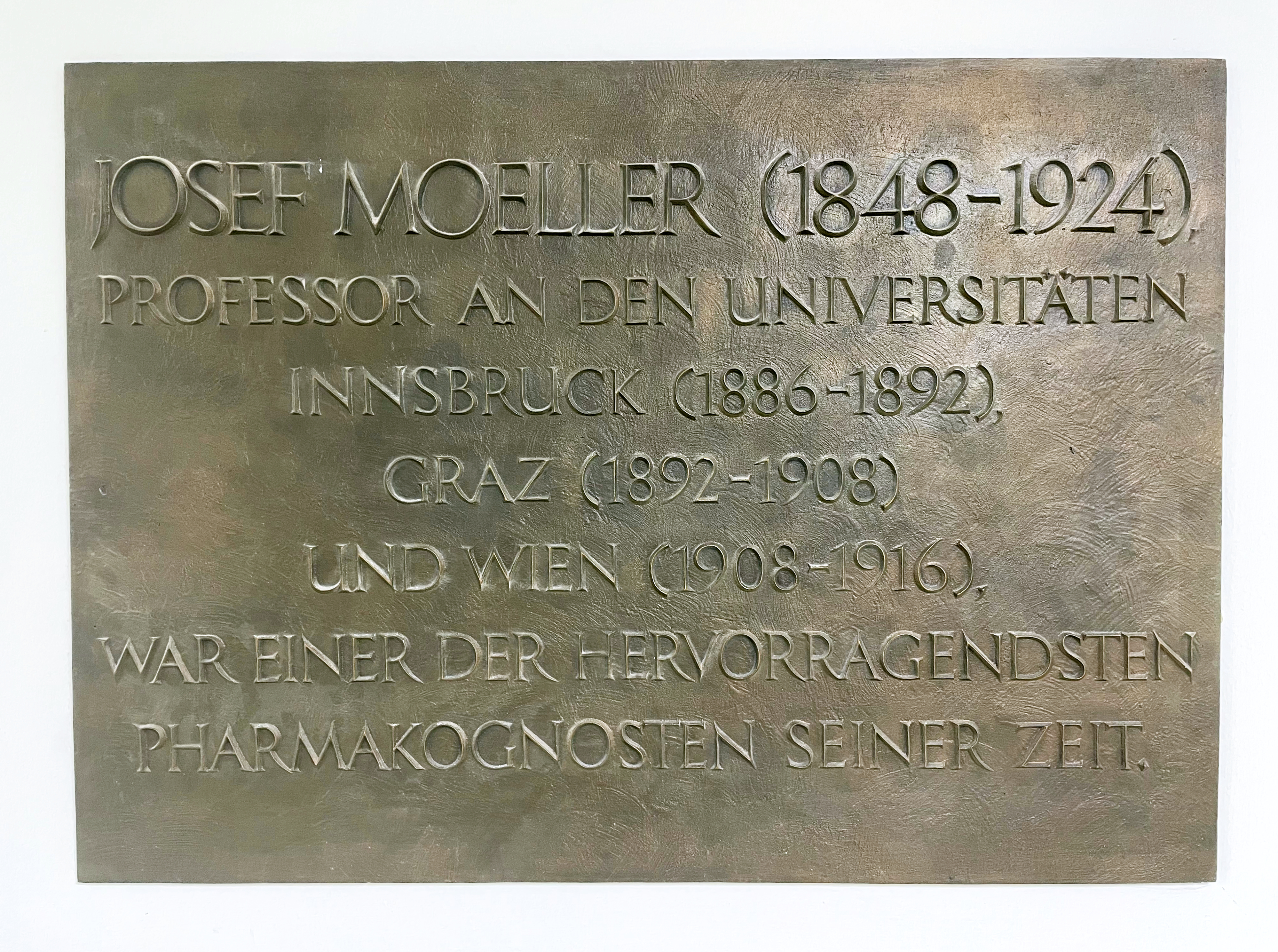
Gedenktafel an der Universität Innsbruck, wo auch ein Gebäude nach Josef Moeller benannt ist.

Josef Moeller (* 21. März 1848 in Pápa (Kom. Veszprém, Ungarn); † 4. Oktober 1924 in Graz) war Mediziner,  Pharmakognost und Ordinarius.

## Leben
Moeller gelangte bereits im Kindesalter mit seinen Eltern nach Wien. Nach dem Schulbesuch begann er an der medizinischen Fakultät der Universität Wien ein Studium der Medizin, das er 1873 mit der Promotion zum „Doctor der gesammten Heilkunde“ abschloss.

## Wissenschaftliche Laufbahn
Moeller war von 1874 bis 1876 Assistent am Pharmakologischen Institut bei August Emil von Vogl (1833–1909), dessen bedeutendster Schüler er auf dem Gebiet der mikroskopischen Untersuchung pflanzlicher Arzneidrogen und Lebensmittel war. Durch die gemeinsame Arbeit in diesem Teilbereich der Heilmittellehre, wurde  Österreich damals führend auf dem Gebiet der Pharmakognosie, (Drogenkunde, einem Teilgebiet der Pharmazie und Pharmazeutischen Biologie). Moeller beschäftigte sich mit der angewandten Pflanzenanatomie auf breitester Grundlage als organische Warenkunde. unter Einschluss der technischen Rohstoffe.
1876 war er als Lehrer an der Handelsakademie und ab 1877 als Privatdozent an der Technischen Hochschule in Wien, 1876–86 als Adjunkt der Forstlichen Versuchsanstalt Mariabrunn, ab 1884 gleichzeitig Priv.-Doz. für Pharmakognosie an der medizinischen Fakultät der Universität Wien. 1879 übernahm er die Schriftleitung der „Neuen Freien Presse“ (aus der später Die Presse entstand), einer auch in Laienkreisen beliebten naturwissenschaftlichen Zeitschrift. Die an den österreichischen Universitäten übliche Verbindung des Lehramtes der Pharmakologie und der Pharmakognosie lehnte er  entschieden ab, musste jedoch beide Fächer als Ordinarius an den Universitäten Leopold-Franzens-Universität Innsbruck (1886–1893) und Graz (1893–1908) vertreten. 1908 erhielt er den Ruf zum ordentlichen Professor der Pharmakognosie an der Universität Wien und erster Vorstand des 1904 selbständig gewordenen Pharmakognostischen Instituts der Universität Wien.
Moeller gelang es zusammen mit dem Apotheker Ewald Albert Geissler (1848–1898) mehrere Professorenkollegen aus der Medizinischen Fakultät als Mitarbeiter für das zehnbändige Werk Real-Encyclopädie der gesammten Pharmacie zu gewinnen, unter ihnen Julius Kratter (1848–1926) für den Themenbereich Hygiene, Wilhelm Franz Loebisch (1839–1912) für das Fach Angewandte Medizinische Chemie oder auch Moritz Loewit (1851–1918) für Beiträge zur Pathologie. Mit der Zeit wuchs das Werk auf einen fast hundertköpfigen Autorenstab an, der Maßstäbe setzte. Dazu gehörten auch Heinrich Beckurts (1855–1929), Albert Hilger (1839–1905) oder Alexander Tschirch (1856–1939). Erstmals präsentierte ein pharmazeutisches Fachlexikon die Pharmazie als emanzipierte, fachlich vielseitig vernetzte, transdisziplinär arbeitende Wissenschaft.
1916 ging er aus gesundheitlichen Gründen in den Ruhestand.

## Mitgliedschaften
- korrespondierendes Mitglied der Akademie der Wissenschaften in Wien

## Publikationen (Auswahl)
- Vergleichende Anatomie des Holzes, 1874
- Vergleichende Anatomie der Baumrinden, 1882
- Mikroskopie der Nahrungs- und Genußmittel aus dem Pflanzenreich. 1885; 3. Auflage, bearbeitet von C. Griebel, 1928.
- als Hrsg. mit Ewald Geissler: Real-Encyclopädie der gesammten Pharmacie. Handwörterbuch für Apotheker, Ärzte und Medicinalbeamte. 10 Bände. Urban & Schwarzenberg, Digitalisierte Ausgabe der Universitäts- und Landesbibliothek Düsseldorf, Wien/Leipzig 1886–1891; 2. Auflage, mit H. Thoms, 1904–1912
- Lehrbuch der Pharmakognosie, 1889
- Pharmakognost. Atlas, 1892
- Lehrbuch der Arzneimittellehre, 1893
- Leitfaden zu mikroskopisch-pharmakognostischen Übungen, 1901
- Materia medica in Österreich. In: Festschrift für A. E. Vogl. 1904.
- als Hrsg.: J. Wiesner, Rohstoffe des Pflanzenreiches, gemeinsam mit N. Bamberger. 3. Auflage 1914–1918.

## Ehrungen
- 1981, Josef-Moeller-Haus, Gebäude der  Leopold-Franzens-Universität Innsbruck
- Ehrenmitglied des Allgemeinen österreichischen Apotheker-Vereines
- Hofrat